# Nissan Skyline
Nissan Skyline er en bilmodel fra Nissan, som blev introduceret i 1957 og siden er blevet produceret i 12 generationer.
Modellen findes som sedan, stationcar og coupé. Fra 1969 til 2001 fandtes også en sportsmodel kaldet GT-R. Bilen er enten bag- eller firehjulstrukket.
Nissan Skyline er også blevet solgt som Prince Skyline, Datsun Skyline og Datsun 240K-GT.
Motorerne er alle benzindrevne, og fandtes både med 4 og 6 cylindre. Dog har en dieselmodel med 6 cylindre fandtes i programmet fra 1981 til 1985.